# Лайбулак
Лайбулак (каз. Лайбұлақ) — село в Урджарском районе Абайской области Казахстана. Входит в состав Алтыншокинского сельского округа. Код КАТО — 636439300.

## Население
В 1999 году население села составляло 735 человек (368 мужчин и 367 женщин). По данным переписи 2009 года, в селе проживало 575 человек (282 мужчины и 293 женщины).